# 比里阿耳攻城戰
比里阿耳攻城戰，是蒙古第二次西征時入侵伏爾加保加利亞的一次戰役，也是繼薩馬拉河之戰之後再度大舉入侵其領地。此役為1236年秋天發生在其首都比里阿耳的攻城戰，歷時45天。城破後被拔都徹底毀滅，估計數十萬保加爾人被殺。
自從1223年薩馬拉河之戰之後，伏爾加保加利亞的領地都做了加強設防，並在1229年至1234年間和蒙古人發生了幾次沖突。它的首都比里阿耳用石頭和木材組成三層的城牆包圍十一公里，但在1236年蒙古人的圍困戰中只支撑了45天。
通過考古發掘，為城市被燒毀提供材料，其屍體遍布比里阿耳。發掘證明伏爾加韃靼人傳說和俄羅斯的編年史，其中寫道：「蒙古人佔領了光榮偉大的保加爾城市，屠殺了所有人，從僧侶到嬰兒，奪走了許多貨物，放火燒毀了城市，俘虜了他們的土地。」
之後蒙古人摧毀了許多伏爾加保加利亞城市，然而該國的北部仍然完好，所以很多保加爾人向北或向西逃亡。該國在戰後被併入金帳汗國，但持續反抗了四十年。
比里阿耳攻陷幾年後，保加爾人試圖重建該城，但這種嘗試沒有結果。